# Charaxes natalensis
Charaxes natalensis är en fjärilsart som beskrevs av Otto Staudinger 1886. Charaxes natalensis ingår i släktet Charaxes och familjen praktfjärilar. Inga underarter finns listade i Catalogue of Life.